# Scoposcartula concinna
Scoposcartula concinna är en insektsart som beskrevs av Perty 1833. Scoposcartula concinna ingår i släktet Scoposcartula och familjen dvärgstritar. Inga underarter finns listade i Catalogue of Life.